# 多瑙-德拉瓦國家公園

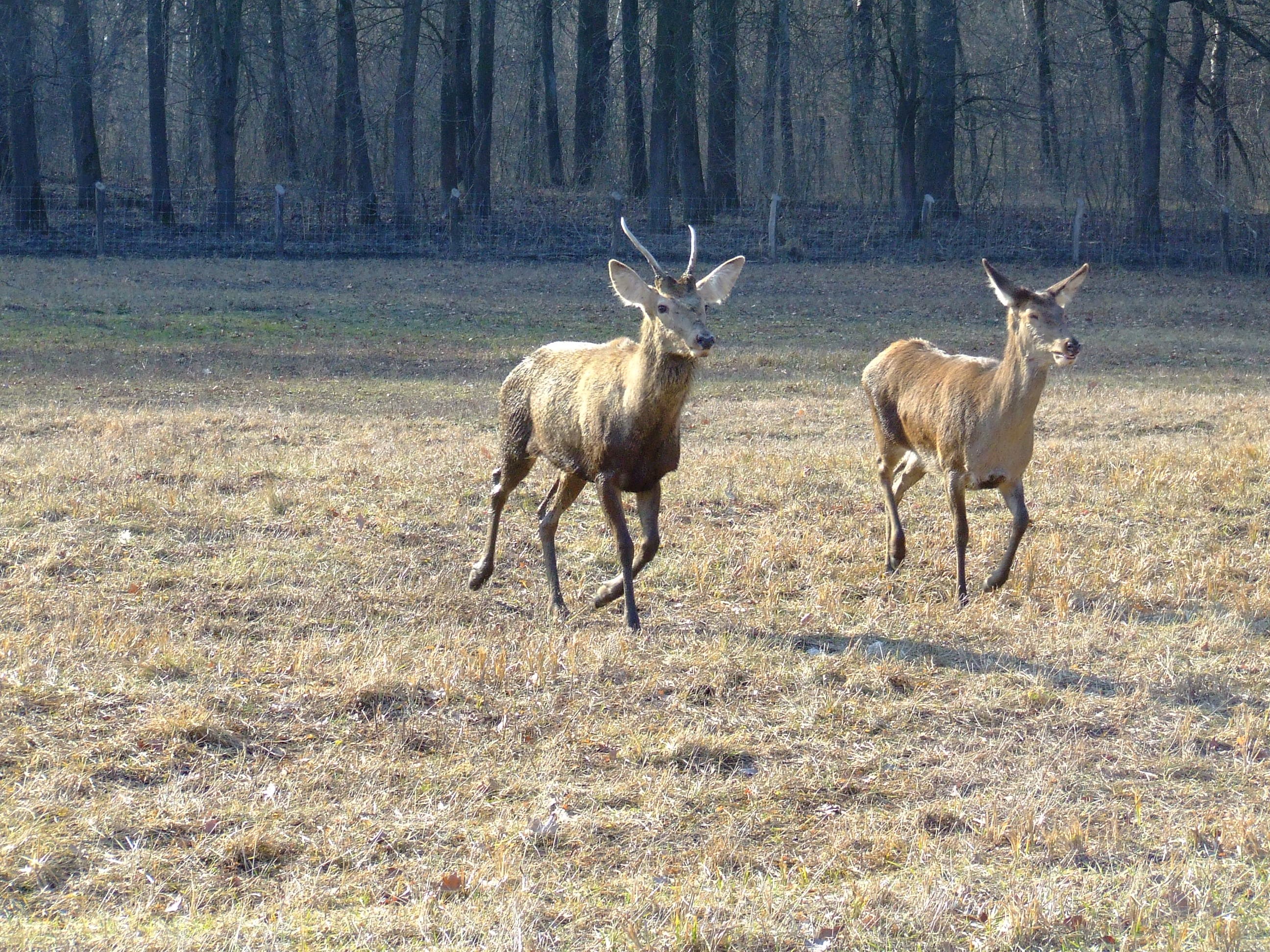

多瑙-德拉瓦國家公園（匈牙利語：Duna–Ipoly Nemzeti Park）是匈牙利的國家公園，位於該國西南部多瑙河和德拉瓦河的氾濫平原，始建於1996年，面積490平方公里，其中190平方公里受濕地公約保護。

## 外部連結
- Official website

46°15′00″N 18°53′00″E / 46.25°N 18.8833°E